# Speed Academy
Die Speed Academy ist ein Förderprogramm für deutsche Nachwuchs-Motorsportler. Es wurde 2004 von der Deutschen Post gegründet und findet jährlich statt.

## Konzept

### Teilnehmer
Die Jury der Speed Academy wählt jedes Jahr aus verschiedenen deutschen Nachwuchsrennserien im Automobilsport sieben Kandidaten aus. Diese treten während der Saison in Konkurrenz. Teilnahmeberechtigt sind alle männlichen und weiblichen Motorsportler deutscher Staatsangehörigkeit, sofern sie zu Beginn der Laufzeit der Speed Academy das 16. Lebensjahr vollendet haben sowie das 23. Lebensjahr noch nicht vollendet haben und die gesamte Saison lang an einer Rennserie als Fahrer teilnehmen. Maximal kann ein Kandidat dreimal an der Speed Academy teilnehmen. Für die zweite oder dritte Teilnahme besteht keine Altersbegrenzung.

### Bewertung und Preise
Die Bewertung der Kandidaten erfolgt schrittweise in vier Wertungsrunden. In jeder Wertungsrunde bewertet die Jury die Rennergebnisse der Kandidaten, ihr Auftreten gegenüber den Medien, ihr Umfeld sowie die Ergebnisse bei den Sonderprüfungen und Spezial-Workshops der Speed Academy. Pro Wertungsrunde erhält der Erstplatzierte 20.000 Euro, der Zweite 15.000 Euro, der Dritte 10.000 Euro und der Vierte 5.000 Euro. Für Platz fünf bis sieben wird kein Fördergeld vergeben. Insgesamt beträgt das Förderbudget 200.000 Euro. Am Ende der vier Wertungsrunden wird der Gesamtsieger ermittelt. Der Kandidat mit dem meisten Fördergeld ist der „Sieger der Deutsche Post Speed Academy“. Bei Preisgeld-Gleichstand zwischen mehreren Teilnehmern entscheidet die größere Anzahl der Platz-1-Platzierungen in einzelnen Wertungsrunden. Die Vergabe der Preisgelder erfolgt zweckgebunden zur Unterstützung der Motorsport-Aktivitäten in der folgenden Saison.

## Jury
Die Jury setzt sich aus neun gleichberechtigt stimmberechtigten Mitgliedern zusammen. Zur Jury der Speed Academy 2015 gehören:
- Kai Ebel (Sportmoderator)
- Timo Glock (ehemaliger Formel-1-Fahrer, DTM-Fahrer für BMW)
- Norbert Haug (ARD-DTM-Experte, ehemaliger Motorsportchef von Mercedes-Benz)
- Peter Lauterbach (Sportmoderator, Vorstand der Wige Media AG)
- Klaus Ludwig (ehemaliger DTM-Fahrer)
- Jens Marquardt (BMW-Motorsportdirektor)
- Christian Menzel (Rennfahrer)
- Manuel Reuter (ehemaliger DTM-Fahrer)
- Hermann Tomczyk (ADAC-Sportpräsident)[6]

## Sieger
| Jahr | Name               |
| ---- | ------------------ |
| 2004 | Pascal Kochem      |
| 2005 | Nico Hülkenberg    |
| 2006 | Christian Vietoris |
| 2007 | Jens Klingmann     |
| 2008 | René Rast          |
| 2009 | Daniel Abt         |
| 2010 | Daniel Abt         |
| 2011 | Pascal Wehrlein    |
| 2012 | Marvin Kirchhöfer  |
| 2013 | Marvin Kirchhöfer  |
| 2014 | Maximilian Günther |
| 2015 | Marvin Dienst      |
| 2016 | Maximilian Günther |

## Kandidaten

### 2004
| Name            | Serie                               |
| --------------- | ----------------------------------- |
| Marc Walz       | Formel Renault Eurocup              |
| Marc Hennerici  | DMSB Produktionswagen-Meisterschaft |
| Mario Josten    | Formel BMW ADAC                     |
| Jochen Nerpel   | Recaro Formel 3 Cup                 |
| Frank Kechele   | Deutscher Formel Renault Cup        |
| Maximilian Götz | Formel 3 Euroserie                  |
| Pascal Kochem   | Formel Renault                      |

### 2005
| Name               | Serie              |
| ------------------ | ------------------ |
| Maximilian Götz    | Formel 3 Euroserie |
| Christian Vietoris | Formel BMW ADAC    |
| Pascal Kochem      | Formel 3 Euroserie |
| Peter Elkmann      | Formel 3 Cup       |
| Marc Hennerici     | WTCC               |
| Adrian Sutil       | Formel 3 Euroserie |
| Nico Hülkenberg    | Formel BMW ADAC    |

### 2006
| Name               | Serie               |
| ------------------ | ------------------- |
| Christian Vietoris | Formel BMW          |
| Nico Hülkenberg    | Formel 3 Cup        |
| René Rast          | Seat Leon Supercopa |
| Peter Elkmann      | Formel 3 Euroserie  |
| Jens Klingmann     | Formel BMW          |
| Tim Sandtler       | Formel 3 Euroserie  |

### 2007
| Name               | Serie                           |
| ------------------ | ------------------------------- |
| Jens Klingmann     | Formel BMW                      |
| Maro Engel         | Britische Formel 3              |
| Marco Wittmann     | Formel BMW                      |
| René Rast          | Porsche Carrera Cup Deutschland |
| Christian Vietoris | ATS Formel 3 Cup                |
| Steffi Halm        | Porsche Carrera Cup Deutschland |

### 2008
| Name             | Serie                                             |
| ---------------- | ------------------------------------------------- |
| René Rast        | Porsche Carrera Cup Deutschland, Porsche Supercup |
| Marco Wittmann   | Formel BMW Europa                                 |
| Daniel Abt       | ADAC Formel Masters                               |
| Maro Engel       | DTM                                               |
| David Mengesdorf | Formel BMW Europa                                 |
| Jens Klingmann   | Formel 3 Euroseries                               |
| Michael Klein    | Formel 3 Euroseries                               |

### 2009
| Name             | Serie                       |
| ---------------- | --------------------------- |
| Daniel Abt       | ADAC Formel Masters         |
| Christopher Mies | FIA GT3 EM, ADAC GT Masters |
| Heiko Hammel     | Seat Leon Supercopa         |
| Nico Monien      | ATS Formel 3 Cup            |
| Marco Wittmann   | Formel 3 Euroseries         |
| David Mengesdorf | Formel BMW Europa           |

### 2010
| Name             | Serie                           |
| ---------------- | ------------------------------- |
| Daniel Abt       | ADAC Formel Masters             |
| Christopher Mies | ADAC GT Masters                 |
| Mario Farnbacher | ADAC Formel Masters             |
| Heiko Hammel     | ADAC GT Masters                 |
| David Mengesdorf | Porsche Carrera Cup Deutschland |
| Max Sandritter   | Seat Leon Supercopa             |
| Nico Monien      | ATS Formel 3 Cup                |

### 2011
| Name              | Serie                     |
| ----------------- | ------------------------- |
| Pascal Wehrlein   | ADAC Formel Masters       |
| Christopher Mies  | ADAC GT Masters           |
| Mario Farnbacher  | ADAC Formel Masters       |
| Max Sandritter    | Seat Leon Supercopa       |
| Heiko Hammel      | ADAC GT Masters           |
| Jan-Hendrik Ubben | Volkswagen Scirocco R-Cup |
| Niklas Brinkmann  | ADAC Formel Masters       |

### 2012
| Name                    | Serie                     |
| ----------------------- | ------------------------- |
| Marvin Kirchhöfer       | ADAC Formel Masters       |
| Pascal Wehrlein         | Formel 3 Euroseries       |
| Sven Müller             | Formel 3 Euroseries       |
| Jason Kremer            | ADAC Formel Masters       |
| Jonas Friedrich Giesler | Volkswagen Scirocco R-Cup |
| Mario Farnbacher        | ADAC GT Masters           |
| Lucas Wolf              | Formel 3 Euroseries       |

### 2013
| Name               | Serie                            |
| ------------------ | -------------------------------- |
| Marvin Kirchhöfer  | ATS Formel 3 Cup                 |
| Marvin Dienst      | ADAC Formel Masters              |
| Jason Kremer       | ADAC Formel Masters              |
| Pascal Wehrlein    | FIA Formel-3-Europameisterschaft |
| Sven Müller        | FIA Formel-3-Europameisterschaft |
| Lucas Wolf         | FIA Formel-3-Europameisterschaft |
| Stefan Wackerbauer | Formel Renault 2.0 Eurocup       |

### 2014
| Name               | Serie                     |
| ------------------ | ------------------------- |
| Maximilian Günther | ADAC Formel Masters       |
| Marvin Kirchhöfer  | GP3 Series                |
| Tim Zimmermann     | ADAC Formel Masters       |
| Marvin Dienst      | ADAC Formel Masters       |
| Jason Kremer       | Volkswagen Scirocco R-Cup |
| Fabian Schiller    | ADAC Formel Masters       |

### 2015
| Name               | Serie                            |
| ------------------ | -------------------------------- |
| Marek Böckmann     | ADAC Formel 4                    |
| Marvin Dienst      | ADAC Formel 4                    |
| Maximilian Günther | FIA Formel-3-Europameisterschaft |
| Fabian Schiller    | FIA Formel-3-Europameisterschaft |
| Stefan Wackerbauer | ADAC GT Masters                  |
| Michael Waldherr   | ADAC Formel 4                    |
| Tim Zimmermann     | ADAC Formel 4                    |

## Partner
Partner der Speed Academy sind unter anderem die DTM, Auto Bild Motorsport, Sky und die Hockenheimring GmbH. Sie bieten den Kandidaten ein Schulungsprogramm, das die Entwicklung zum Motorsport-Profi fördern soll. Es enthält das Fahrdynamiktraining, den Medien-Workshop sowie das Fitness- und Mentaltraining.